# Registro Regional da Internet
Um Registro Regional da Internet (RIR) é uma organização que supervisiona a atribuição e registro dos recursos de números Internet dentro de uma determinada região do mundo. Os recursos incluem endereço IPs (tanto IPv4 como IPv6) e números de sistemas autônomos (para uso em roteamento BGP).

Registros Regionais da Internet.

Atualmente, existem cinco RIRs em operação:
- American Registry for Internet Numbers (ARIN):[1] América do Norte e partes do Caribe;
- Réseaux IP Européens Network Coordination Centre (RIPE NCC):[2] Europa, Oriente Médio e Ásia Central;
- Asia-Pacific Network Information Centre (APNIC):[3] Ásia e Pacífico;
- Latin American and Caribbean Internet Addresses Registry (LACNIC):[4] América Latina e partes do Caribe;
- African Network Information Centre (AfriNIC):[5] África.

## A relação entre a IANA e os RIRs
O Internet Assigned Numbers Authority (IANA) delega recursos da Internet para os RIRs que, por sua vez, seguem as suas políticas regionais de delegar recursos para seus clientes, que incluem provedores de Internet e organizações destinadas a usuários finais. Os RIRs são agrupados pela Number Resource Organization (NRO), associação formada para representar seus interesses coletivos, realizar atividades conjuntas e coordenar as suas atividades em nível mundial. O NRO entrou em acordo com a ICANN para o estabelecimento da Address Supporting Organisation (ASO), que coordena as políticas globais de endereçamento IP no âmbito da ICANN.

## Number Resource Organization
O Number Resource Organization (NRO) é uma organização sem personalidade jurídica que reúne os cinco RIRs. Iniciou suas atividades em 24 de outubro de 2003, quando os quatro RIRs existentes assinaram um Memorando de Entendimento (MA), com a finalidade de empreender atividades conjuntas, incluindo o conjunto de projetos técnicos, atividades de articulação e coordenação política.
O AfriNIC, que foi oficialmente criado em abril de 2005, juntou-se em 25 de abril de 2005.
Os principais objetivos do NRO são:
- Proteger o conjunto de recursos referentes aos números IP não alocados,
- Promover e proteger a política bottom-up do processo de desenvolvimento da Internet e
- Agir como um ponto focal para a entrada da comunidade da Internetno sistema dos RIRs.

## Registro Local da Internet
Um Registro Local da Internet (LIR) é uma organização para a qual uma RIR alocou blocos de endereços IP, e que atribuem a maior parte desses blocos para seus próprios consumidores. [11] A maior parte das LIRs são provedores de internet (ISPs), empresas, ou instituições acadêmicas. Associação a uma RIR é necessária para tornar-se um LIR. 